# Christina Bellinghoven
Christina Bellinghoven (* 6. August 1988 in Düsseldorf) ist eine deutsche Fußballspielerin und seit Januar 2020 vereinslos.

## Karriere
Bellinghoven begann im Alter von vier Jahren mit dem Fußballspielen. Beim Duisburger Stadtteilverein TuS Viktoria 06 Buchholz durchlief sie die Jugend-/Jungenmannschaften, ehe sie über die Jugendabteilung des FCR 2001 Duisburg in die des 1. FFC Turbine Potsdam wechselte.
2005 rückte sie in die Zweite Mannschaft auf, der sie bis 2007 angehörte. Während dieser Zeit kam sie in der Saison  2005/06 für die Erste Mannschaft am  10. September 2006 (1. Spieltag) bei der 2:3-Niederlage im Auswärtsspiel gegen die SG Essen-Schönebeck zu ihrem Bundesligadebüt.
Nach Duisburg zurückgekehrt, kam sie von 2007 bis 2010 für den FCR 2001 Duisburg II in der 2. Bundesliga Süd in 25 Punktspielen, zugleich als Kaderangehörige der Ersten Mannschaft bis 2012 in der Bundesliga in insgesamt 34 Punktspielen zum Einsatz. Mit ihren beiden Pokalspielen im Achtel- und Viertelfinale gegen den Hamburger SV und den FC Bayern München sowie ihrem Zweitrundenspiel gegen den Herforder SV hatte sie Anteil am späteren Pokalgewinn 2009 und 2010. Einen herausragenden Moment dürfte sie am 22. Mai 2009 gehabt haben, als sie im Rückspiel des Wettbewerbs um den UEFA Women’s Cup in der MSV-Arena beim 1:1-Unentschieden gegen den russischen Vertreter Swesda 2005 Perm für Kathrin Längert in der 77. Minute eingewechselt wurde. Am 10. Mai 2012 verkündete Bellinghoven ihr Karriereende. Im März 2013 kehrte Bellinghoven als Spielerin zum FCR 2001 Duisburg zurück und bestritt im April und Mai jeweils ein Punktspiel.
Nach der Saison 2012/13 legte sie eine Fußballpause ein und schloss sich im März 2014 dem Regionalligisten Bayer 04 Leverkusen II an, für den sie bis Sommer 2016 26 Mal zum Einsatz kam. Zur Saison 2016/17 verpflichtete sie der Bundesligaaufsteiger Borussia Mönchengladbach, für den sie bis zum Abstieg in die 2. Bundesliga Nord 17 Saisonspiele bestritt.
Von Januar 2018 bis Dezember 2019 gehörte sie dem TV Jahn Delmenhorst an und bestritt von 25. Februar 2018 bis 15. September 2019 14 Zweitligaspiele.

## Erfolge
- UEFA Women’s Cup-Sieger 2009 (mit dem FCR 2001 Duisburg)
- DFB-Pokal-Sieger 2009, 2010 (mit dem FCR 2001 Duisburg)
- Schulfußball-Weltmeister 2005 (mit der Sportschule Potsdam)[4][5][6]
- Deutscher B-Jugend-Meister 2004, 2005 (mit dem 1. FFC Turbine Potsdam)